# GÉANT

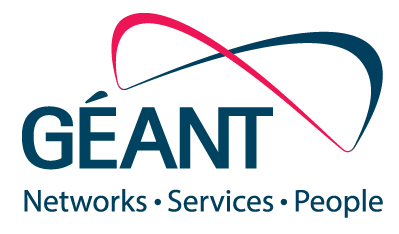
Logo sieci

GÉANT – główna europejska sieć komputerowa przeznaczona dla badań i edukacji, użytkowana przez ponad 3 mln naukowców z 3500 ośrodków badawczych. Szybkość łączy wynosi od 155 Mbit/s do 10 Gbit/s (łącza światłowodowe).
Projekt GÉANT wystartował w listopadzie 2000 r. i stał się w pełni operacyjny w grudniu 2001 r., zastępując TEN-155. Od września 2004 rozwijana jest następna generacja sieci, GÉANT2 – modernizacja polega na użyciu tzw. „ciemnych” światłowodów o teoretycznej przepustowości 320 Gbit/s. Geant2 pozwoli naukowcom łączyć się bezpośrednio z centrum CERN (Genewa), w którym znajduje się największy na świecie akcelerator wiązek protonów LHC (Large Hadron Collider).
GÉANT ma się w perspektywie łączyć z innymi sieciami regionalnymi, jak Abilene, CANARIE, ESnet, SINET aby utworzyć globalną sieć badawczą.
Sieć GÉANT jest zarządzana przez DANTE (Delivery of Advanced Network Technology to Europe).
Narodowe sieci badawcze i edukacyjne przyłączone do GÉANT:
- Austria – ACOnet
- Belgia – BELNET
- Bułgaria – ISTF
- Chorwacja – CARNet
- Cypr – CYNET
- Czechy – CESNET
- Dania – Forskningsnettet (via NORDUnet)
- Estonia – EENet
- Finlandia – FUNET (via NORDUnet)
- Francja – RENATER
- Grecja – GRNET
- Hiszpania – RedIRIS
- Irlandia – HEAnet
- Islandia – RHnet (via NORDUnet)
- Izrael – IUCC
- Litwa – LITNET
- Luksemburg – RESTENA
- Łotwa – LATNET
- Holandia – SURFnet
- Niemcy – DFN
- Norwegia – UNINETT (via NORDUnet)
- Polska – PIONIER
- Portugalia – FCCN
- Rumunia – RoEduNet
- Słowacja – SANET
- Słowenia – ARNES
- Szwecja – SUNET (via NORDUnet)
- Szwajcaria – SWITCH
- Turcja – ULAKNET
- Węgry – HUNGARNET
- Wielka Brytania – JANET
- Włochy – GARR